# 大関英里
大関 英里（おおぜき えり、1987年8月18日 - ）は、日本の声優、女優。神奈川県出身。所属はフリー、エルアンドエル・ビクターエンタテインメント業務提携。

## 経歴
専門学校東京アナウンス学院卒業。第一回声優アワード新人発掘オーディション出身。以前はぷろだくしょん★A組に所属していたが、2012年8月31日をもって退所。同年12月からオフィスPACに所属。2018年3月31日をもってオフィスPACを退社、フリーとなる。2021年4月1日からエルアンドエル・ビクターエンタテインメントと業務提携。
当初は吹き替えが中心であったが、後にアニメやゲーム等でも活躍。

## 人物
特技としてサックス演奏を挙げている。

## 出演
太字はメインキャラクター。

### テレビアニメ
2009年
- 銀魂（子供）

2013年
- マギ The kingdom of magic（子供A、子供C）

2014年
- 神々の悪戯（女子A）
- 神撃のバハムート GENESIS（ウリエル）
- 牙狼〈GARO〉-炎の刻印-（2014年 - 2015年、アンナ・ルイス）

2015年
- アクエリオンロゴス（女子大生）
- 牙狼 -紅蓮ノ月-（小袖）

2016年
- ユーリ!!! on ICE（サーラ・クリスピーノ〈少女〉）

2017年
- キラキラ☆プリキュアアラモード（女性）

2018年
- レイトン ミステリー探偵社 〜カトリーのナゾトキファイル〜（ジュリエッタ）

2020年
- シャドウバース（2020年 - 2024年、ベルエンジェル、マヤ） - 2シリーズ

2021年
- プラオレ!〜PRIDE OF ORANGE〜（照屋理央）

2023年
- アイドルマスター ミリオンライブ!（佐竹美奈子）

### 劇場アニメ
- THE IDOLM@STER MOVIE 輝きの向こう側へ!（2014年、佐竹美奈子[14]）

### Webアニメ
- DEVILMAN crybaby（2018年、学生2、民衆9）

### ゲーム
2013年
- アイドルマスター ミリオンライブ!（2013年 - 2017年、佐竹美奈子）
- 逆転裁判5（森澄しのぶ、羽美野翔子）
- ダンボール戦機ウォーズ（ピノン）

2015年
- 神撃のバハムート（リララ、ミトラ、ネルザフィア、ベルエンジェル）
- 真・三國無双ブラスト（董白）
- プリンセスコネクト!（石橋あゆみ、ミネルヴァ、女の子 他）
- メイQノ地下ニ死ス（パメラ）

2016年
- Shadowverse（2016年 - 2019年、ベルエンジェル、エルフガード、ルーキーマジシャン・サミー、上級アルケミスト、スペクター、白華の弓使い、日の出の女神・ミトラ、鋼刃の暗器使い 他）

2017年
- グランブルーファンタジー（ベルエンジェル）
- アイドルマスター ミリオンライブ! シアターデイズ（2017年 - 2024年、佐竹美奈子）

2018年
- 真・三國無双8（董白）
- 誰ガ為のアルケミスト（ニーナ）
- プリンセスコネクト！Re:Dive（2018年 - 2024年、アユミ / 石橋あゆみ、ミネルβ / ミネルヴァ）

2019年
- ドールズフロントライン（JS 9、KSVK）

2021年
- アイドルマスター ポップリンクス（佐竹美奈子）
- プリコネ！グランドマスターズ（アユミ）

2023年
- コードギアス 反逆のルルーシュ ロストストーリーズ（サファイア・カラス）

2024年
- ウィッチ・アンド・リリィズ（ニケ）

### ドラマCD
- PERFECT IDOL THE MOVIE（2014年、佐竹美奈子）
- アイドルマスター ミリオンライブ！ シリーズ（2015年 - 、佐竹美奈子〈菜々子〉）

### 吹き替え

#### 映画
- 母なる証明（2009年）
- BUNRAKU（2012年、モモコ〈海保エミリ〉）
- 唐山大地震（2015年）
- ジョシュア: 大国に抗った少年（2017年、アグネス・チョウ）
- クロス・ウォーズ（2016年、マーゴ）
- こころに剣士を（2016年、レア）
- ファスト・コンボイ（2016年）
- メッセージ（2017年、12歳のハンナ）
- ロスト・バケーション（2017年）
- デス・ショット（2019年）
- 守護教師（2020年、ユジン〈キム・セロン〉[25]）
- ムーラン -戦場の花-（2020年、ホア・ムーラン〈フー・シェアール〉）
- バッド・ヘアー（2021年、アンナ・ブラッドソー〈エル・ロレイン〉）
- 孫悟空 vs 猪八戒（2021年、宝児〈ワン・イージャー〉[26]）
- ズーム/見えない参加者（英語版）（2021年、ヘイリー〈ヘイリー・ビショップ（英語版）〉[27]）
- レスキュー（2021年、ファン・ユーリン〈シン・ジーレイ〉[28]）
- パーム・スプリングス（2021年、ミスティ〈メレディス・ハグナー〉[29]）
- 白頭山大噴火（2022年、チェ・ジヨン〈ペ・スジ〉[30]）
- チェルノブイリ1986（2022年、オリガ・サヴォスティナ〈オクサナ・アキンシナ〉[31]）
- 流転の地球 -太陽系脱出計画-（2024年、ハオ・シャオシー〈シュ・ヤンマンツー〉[32]）

#### ドラマ
- アメリカン・ホラー・ストーリー シーズン6、7、8
- イ・サン
- エージェント・オブ・シールド（ロビン）
- 王の顔（仁穆王后）
- キム・マンドク〜美しき伝説の商人（マクスン）
- グッドガールズ:崖っぷちの女たち　シーズン1
- グッド・ドクター 名医の条件 #11, #12（ジェニー）
- クリミナル・マインド8 FBI行動分析課 #3
- クリミナル・マインド11 FBI行動分析課 #2, #14
- 個人の趣向
- GOTHAM/ゴッサム（ブリジット・パイク / ファイアフライ〈ミッシェル・ヴェインティミラ〉）
- THE MIST -ドラマ版-（アレックス）
- CSI:12 科学捜査班
- 製パン王 キム・タック（ナジン）
- 善徳女王（ポリャン〈パク・ウンビン〉）
- デイブレイク 〜世界が終わったその先で〜
- 鉄の王 キム・スロ（ヨイ）
- ドクター・フー シーズン8
- ドリームハイ2（スンドン）
- 母なる証明
- HAWAII FIVE-0
  - シーズン1 #17
  - シーズン3 #5
  - シーズン4 #6
- ビッグ 〜愛は奇跡〜
- マスター・オブ・ゼロ　シーズン1（ライラ）
- MAD MEN マッドメン 5
- リゾーリ&アイルズ
- ワンダーラスト:幸せになるためのセラピー（ミシェル）

#### アニメ
- PEANUTS スヌーピーショートアニメ（ルーシー、ピッグ・ペン）
- ウィッシュンプーフ!（ペネロピ、ブタちゃん）
- デンジャー＆エッグ　～なかよし2人のおかしな大冒険～（レイナ、モード）
- ライオン・ガード（キジャナ）
- ちいさなプリンセス ソフィア （ガリアル、ハンベル）

### ラジオ
- apra presents Voice Planet★Radio（2024年 - 、FMヨコハマ）[33]

### ボイスオーバー
- アリファナ神話の真実を暴く
- 心理学
- 地球ドラマチック 森の狩人フクロウ物語
- 地球ドラマチック 6歳児のヒミツ

### 特撮
- 牙狼〈GARO〉-魔戒ノ花-（2014年、魔導具オルヴァの声）
- 牙狼〈GARO〉-GOLD STORM- 翔（2015年、少女の声）
- 牙狼〈GARO〉-月虹ノ旅人-（2019年、魔導具オルヴァの声）

### 舞台
- Merry Xmas for you（劇団軌跡）
- メリーちゃんを捜せ!（山崎杏）

### 映像商品
- THE IDOLM@STER MILLION LIVE! 1stLIVE HAPPY☆PERFORM@NCE!! Blu-ray Day1（2014年）[34]
- THE IDOLM@STER MILLION LIVE! 2ndLIVE ENJOY H@RMONY!! Live Blu-ray Day2（2015年）[35]
- THE IDOLM@STER MILLION LIVE! 3rdLIVE TOUR BELIEVE MY DRE@M!! LIVE Blu-ray （2016年）[36][37][38]
- THE IDOLM@STER MILLION LIVE! 4thLIVE TH@NK YOU for SMILE! LIVE Blu-ray DAY1/DAY2/DAY3（2018年）[39][40][41][42]
- THE IDOLM@STER 765 MILLIONSTARS HOTCHPOTCH FESTIV@L!! LIVE Blu-ray DAY1（2018年）[43][44]
- THE IDOLM@STER MILLION LIVE! 5thLIVE BRAND NEW PERFORM@NCE!!! LIVE Blu-ray DAY2（2019年）[45]
- THE IDOLM@STER MILLION LIVE! 6thLIVE TOUR UNI-ON@IR!!!! LIVE Blu-ray（2020年）[46][47]
- バンダイナムコエンターテインメントフェスティバル 2days LIVE Blu-ray（2020年、アイドルマスター ミリオンライブ！(閃光☆HANABI団)として出演）[48]
- THE IDOLM@STER MILLION LIVE! 7thLIVE Q@MP FLYER!!! Reburn LIVE Blu-ray DAY1（2022年）[49][50][51]
- THE IDOLM＠STER MILLION LIVE! 8thLIVE Twelw@ve LIVE Blu-ray DAY2（2022年）[52][53]
- THE IDOLM@STER M@STERS OF IDOL WORLD!!!!! 2023 Blu-ray PERFECT BOX!!!!!（2023年）[54]
- THE IDOLM@STER MILLION LIVE! 9thLIVE ChoruSp@rkle!! LIVE Blu-ray DAY2（2024年）[55][56]

### オーディオブック
- 若きウェルテルの悩み（2016年、朗読[57]）
- のぼうの城（2017年、ちよ[58]）
- 水族館ガール（2020年、朗読）
- パレード（2020年、大垣内琴美）

### その他コンテンツ
- テレビCM『アイドルマスター ミリオンライブ! シアターデイズ』「2周年記念TVCM」（2019年、顔出し出演[59]）
- パチンコ『Pフィーバー アイドルマスター ミリオンライブ!』（2021年、佐竹美奈子[60]）
- パチスロ『パチスロ アイドルマスター ミリオンライブ!』（2021年、佐竹美奈子[61]）

## ディスコグラフィ

### キャラクターソング
| 発売日   | 商品名                                                                           | 歌 | 楽曲 | 備考                                                                   |
| 2013年   | 2013年                                                                           | 2013年 | 2013年 | 2013年                                                                 |
| -------- | -------------------------------------------------------------------------------- | --- | --- | ---------------------------------------------------------------------- |
| 4月24日  | THE IDOLM@STER LIVE THE@TER PERFORMANCE 01 Thank You!                            | 765 MILLIONSTARS | 「Thank You!」 | ゲーム『アイドルマスター ミリオンライブ！』テーマソング                |
| 4月24日  | THE IDOLM@STER LIVE THE@TER PERFORMANCE 01 Thank You!                            | 765THEATER ALLSTARS | 「Thank You!」 | ゲーム『アイドルマスター ミリオンライブ！』テーマソング                |
| 12月25日 | THE IDOLM@STER LIVE THE@TER PERFORMANCE 09                                       | 秋月律子（若林直美）、木下ひなた（田村奈央）、佐竹美奈子（大関英里）、松田亜利沙（村川梨衣） | 「Helloコンチェルト」 | ゲーム『アイドルマスター ミリオンライブ！』関連曲                      |
| 12月25日 | THE IDOLM@STER LIVE THE@TER PERFORMANCE 09                                       | 佐竹美奈子（大関英里） | 「スマイルいちばん」 | ゲーム『アイドルマスター ミリオンライブ！』関連曲                      |
| 2015年   |                                                                                  | | |                                                                        |
| 1月28日  | THE IDOLM@STER LIVE THE@TER HARMONY 08                                           | ミックスナッツ | 「ドリームトラベラー」 「Welcome!!」 | ゲーム『アイドルマスター ミリオンライブ！』関連曲                      |
| 1月28日  | THE IDOLM@STER LIVE THE@TER HARMONY 08                                           | 佐竹美奈子（大関英里） | 「SUPER SIZE LOVE!!」 | ゲーム『アイドルマスター ミリオンライブ！』関連曲                      |
| 9月30日  | THE IDOLM@STER LIVE THE@TER DREAMERS 01 Dreaming!                                | MILLION ALLSTARS | 「Welcome!!」 | ゲーム『アイドルマスター ミリオンライブ！』関連曲                      |
| 12月23日 | THE IDOLM@STER LIVE THE@TER DREAMERS 04                                          | 秋月律子（若林直美）、伊吹翼（Machico）、エミリー スチュアート（郁原ゆう）、篠宮可憐（近藤唯）、我那覇響（沼倉愛美）、佐竹美奈子（大関英里）、高山紗代子（駒形友梨）、天空橋朋花（小岩井ことり）、中谷育（原嶋あかり）、水瀬伊織（釘宮理恵） | 「Dreaming!」 | ゲーム『アイドルマスター ミリオンライブ！』関連曲                      |
| 12月23日 | THE IDOLM@STER LIVE THE@TER DREAMERS 04                                          | 高山紗代子（駒形友梨）、佐竹美奈子（大関英里） | 「Melody in scape」 | ゲーム『アイドルマスター ミリオンライブ！』関連曲                      |
| 2016年   |                                                                                  | | |                                                                        |
| 1月30日  | THE IDOLM@STER LIVE THE@TER SOLO COLLECTION Vo.03 Dance Edition                  | 佐竹美奈子（大関英里） | 「Helloコンチェルト」 | ゲーム『アイドルマスター ミリオンライブ！』関連曲                      |
| 11月9日  | THE IDOLM@STER THE@TER ACTIVITIES 03                                             | 矢吹可奈（木戸衣吹）、佐竹美奈子（大関英里）、篠宮可憐（近藤唯）、真壁瑞希（阿部里果）、北上麗花（平山笑美） | 「赤い世界が消える頃」 「DIAMOND DAYS」 | ゲーム『アイドルマスター ミリオンライブ！』関連曲                      |
| 12月7日  | THE IDOLM@STER LIVE THE@TER FORWARD 01 Sunshine Rhythm                           | リブラ | 「Bonnes! Bonnes!! Vacances!!!」 | ゲーム『アイドルマスター ミリオンライブ！』関連曲                      |
| 12月7日  | THE IDOLM@STER LIVE THE@TER FORWARD 01 Sunshine Rhythm                           | Sunshine Rhythm | 「サンリズム・オーケストラ♪」 | ゲーム『アイドルマスター ミリオンライブ！』関連曲                      |
| 2017年   |                                                                                  | | |                                                                        |
| 3月9日   | THE IDOLM@STER LIVE THE@TER SOLO COLLECTION 04 Sunshine Theater                  | 佐竹美奈子（大関英里） | 「Bonnes! Bonnes!! Vacances!!!」 | ゲーム『アイドルマスター ミリオンライブ！』関連曲                      |
| 7月26日  | THE IDOLM@STER MILLION THE@TER GENERATION 01 Brand New Theater!                  | 765 MILLION ALLSTARS | 「Brand New Theater!」 | ゲーム『アイドルマスター ミリオンライブ！ シアターデイズ』テーマソング |
| 7月26日  | THE IDOLM@STER MILLION THE@TER GENERATION 01 Brand New Theater!                  | 765 MILLION ALLSTARS | 「Dreaming!」 | ゲーム『アイドルマスター ミリオンライブ！ シアターデイズ』関連曲       |
| 10月25日 | THE IDOLM@STER MILLION LIVE! M@STER SPARKLE 03                                   | 佐竹美奈子（大関英里） | 「満腹至極フルコォス」 | ゲーム『アイドルマスター ミリオンライブ！ シアターデイズ』関連曲       |
| 2018年   |                                                                                  | | |                                                                        |
| 1月31日  | THE IDOLM@STER MILLION THE@TER GENERATION 04 プリンセススターズ                  | プリンセススターズ | 「Brand New Theater!」 | ゲーム『アイドルマスター ミリオンライブ！ シアターデイズ』関連曲       |
| 4月4日   | THE IDOLM@STER MILLION LIVE! M@STER SPARKLE 08                                   | 765 MILLION ALLSTARS | 「Brand New Theater!」 | ゲーム『アイドルマスター ミリオンライブ！ シアターデイズ』関連曲       |
| 6月1日   | THE IDOLM@STER LIVE THE@TER SOLO COLLECTION 06 プリンセススターズ                | 佐竹美奈子（大関英里） | 「DIAMOND DAYS」 | ゲーム『アイドルマスター ミリオンライブ！』関連曲                      |
| 7月25日  | THE IDOLM@STER MILLION THE@TER GENERATION 10 閃光☆HANABI団                       | 閃光☆HANABI団 | 「咲くは浮世の君花火」 「BORN ON DREAM! 〜HANABI☆NIGHT〜」                                                                                         | ゲーム『アイドルマスター ミリオンライブ！ シアターデイズ』関連曲       |
| 7月27日  | アイドルマスター ミリオンライブ！ Blooming Clover 第3巻限定版 オリジナルCD       | 横山奈緒（渡部優衣）、佐竹美奈子（大関英里） | 「神SUMMER!!」 | 漫画『アイドルマスター ミリオンライブ！ Blooming Clover』関連曲        |
| 8月29日  | THE IDOLM@STER MILLION THE@TER GENERATION 11 UNION!!                             | 765 MILLION ALLSTARS | 「UNION!!」 「Welcome!!」 | ゲーム『アイドルマスター ミリオンライブ！ シアターデイズ』関連曲       |
| 2019年   |                                                                                  | | |                                                                        |
| 4月26日  | THE IDOLM@STER THE@TER SOLO COLLECTION 07 PRINCESS STARS                         | 佐竹美奈子（大関英里） | 「赤い世界が消える頃」 | ゲーム『アイドルマスター ミリオンライブ！』関連曲                      |
| 7月24日  | THE IDOLM@STER MILLION THE@TER WAVE 01 Flyers!!!                                 | 765 MILLION ALLSTARS | 「Flyers!!!」 | ゲーム『アイドルマスター ミリオンライブ！ シアターデイズ』関連曲       |
| 10月30日 | プリンセスコネクト！Re:Dive PRICONNE CHARACTER SONG 10                           | モニカ（辻あゆみ）、ユキ（大空直美）、ニノン（佐藤聡美）、クウカ（長妻樹里）、アユミ（大関英里） | 「白翼のグローリエ」 | ゲーム『プリンセスコネクト！Re:Dive』挿入歌                            |
| 2020年   |                                                                                  | | |                                                                        |
| 3月25日  | THE IDOLM@STER MILLION THE@TER WAVE 07 Jus-2-Mint                                | Jus-2-Mint | 「Super Duper」 「Hang In There!」 | ゲーム『アイドルマスター ミリオンライブ！ シアターデイズ』関連曲       |
| 8月26日  | THE IDOLM@STER MILLION THE@TER WAVE 10 Glow Map                                  | 765 MILLION ALLSTARS | 「Glow Map」 | ゲーム『アイドルマスター ミリオンライブ！ シアターデイズ』関連曲       |
| 2021年   |                                                                                  | | |                                                                        |
| 5月22日  | THE IDOLM@STER LIVE THE@TER SOLO COLLECTION 08 Princess Stars                    | 佐竹美奈子（大関英里） | 「Super Duper」 | ゲーム『アイドルマスター ミリオンライブ！ シアターデイズ』関連曲       |
| 7月9日   | THE IDOLM@STER MILLION LIVE! THEATER DAYS Brand New Song 第4巻特装版特典CD       | 佐竹美奈子（大関英里）、真壁瑞希（阿部里果） | 「Little Match Girl」 | 漫画『THE IDOLM@STER MILLION LIVE! THEATER DAYS Brand New Song』関連曲 |
| 7月28日  | THE IDOLM@STER MILLION THE@TER SEASON Harmony 4 You                              | 765 MILLION ALLSTARS | 「Harmony 4 You」 | ゲーム『アイドルマスター ミリオンライブ！ シアターデイズ』関連曲       |
| 7月28日  | THE IDOLM@STER MILLION THE@TER SEASON Harmony 4 You                              | プリンセススターズ | 「EVERYDAY STARS!!」 | ゲーム『アイドルマスター ミリオンライブ！ シアターデイズ』関連曲       |
| 8月25日  | THE IDOLM@STER MILLION LIVE! 聖ミリオン女学園                                    | 白石紬（南早紀）、佐竹美奈子（大関英里）、所恵美（藤井ゆきよ）、周防桃子（渡部恵子） | 「花びらメモリーズ」 | ゲーム『アイドルマスター ミリオンライブ！ シアターデイズ』関連曲       |
| 9月29日  | THE IDOLM@STER MILLION LIVE! M@STER SPARKLE2 01                                  | 佐竹美奈子（大関英里） | 「あたためますか？」 | ゲーム『アイドルマスター ミリオンライブ！ シアターデイズ』関連曲       |
| 2022年   |                                                                                  | | |                                                                        |
| 2月12日  | THE IDOLM@STER LIVE THE@TER SOLO COLLECTION 09 Princess Stars                    | 佐竹美奈子（大関英里） | 「Hang In There!」 | ゲーム『アイドルマスター ミリオンライブ！ シアターデイズ』関連曲       |
| 3月16日  | THE IDOLM@STER MILLION THE@TER VARIETY 01                                        | 中谷育（原嶋あかり）、我那覇響（沼倉愛美）、佐竹美奈子（大関英里）、篠宮可憐（近藤唯）、舞浜歩（戸田めぐみ） | 「ワールド・アスレチック・COOK-KING 〜勝者必食!?スポ食の秋〜」 「ワールド・アスレチック・COOK-KING 〜勝者必食!?スポ食の秋〜 シャッフルバージョン」 | ゲーム『アイドルマスター ミリオンライブ！ シアターデイズ』関連曲       |
| 5月25日  | プリンセスコネクト！Re:Dive PRICONNE CHARACTER SONG 27                           | アユミ（大関英里） | 「Secret Longing」 | ゲーム『プリンセスコネクト！Re:Dive』挿入歌                            |
| 6月29日  | THE IDOLM@STER MILLION THE@TER SEASON LOVERS HEART                               | LOVERS HEART | 「空色♡ Birthday Card」 「Harmony 4 You」 | ゲーム『アイドルマスター ミリオンライブ！ シアターデイズ』関連曲       |
| 6月29日  | THE IDOLM@STER MILLION THE@TER SEASON LOVERS HEART                               | 天空橋朋花（小岩井ことり）、高槻やよい（仁後真耶子）、佐竹美奈子（大関英里）、七尾百合子（伊藤美来） | 「LOVE is GAME」 | ゲーム『アイドルマスター ミリオンライブ！ シアターデイズ』関連曲       |
| 7月27日  | THE IDOLM@STER MILLION THE@TER SEASON 夢にかけるRainbow                          | 765 MILLION ALLSTARS | 「夢にかけるRainbow」 | ゲーム『アイドルマスター ミリオンライブ！ シアターデイズ』関連曲       |
| 7月27日  | THE IDOLM@STER MILLION THE@TER SEASON 夢にかけるRainbow                          | プリンセススターズ | 「夢にかけるRainbow」 | ゲーム『アイドルマスター ミリオンライブ！ シアターデイズ』関連曲       |
| 12月14日 | THE IDOLM@STER MILLION THE@TER VARIETY 02                                        | 765 MILLION ALLSTARS | 「Brand New Theater! 〜Brand New Year Ver.〜」 | ゲーム『アイドルマスター ミリオンライブ！ シアターデイズ』関連曲       |
| 2023年   |                                                                                  | | |                                                                        |
| 1月14日  | THE IDOLM@STER LIVE THE@TER SOLO COLLECTION 11 Princess Stars                    | 佐竹美奈子（大関英里） | 「Melody in scape」 | ゲーム『アイドルマスター ミリオンライブ！』関連曲                      |
| 2月22日  | THE IDOLM@STER MILLION THE@TER SEASON FINAL                                      | 佐竹美奈子（大関英里）、北沢志保（雨宮天）、天海春香（中村繪里子）、舞浜歩（戸田めぐみ）、松田亜利沙（村川梨衣） | 「オレンジ・エピソード」 | ゲーム『アイドルマスター ミリオンライブ！ シアターデイズ』関連曲       |
| 3月23日  | THE IDOLM@STER 765 MILLION ALLSTARS BEST                                         | 765 MILLION ALLSTARS | 「Thank You!（765 MILLION ALLSTARS ver.）」 「夢にかけるRainbow（Brand New Ver.）」 「Crossing!」                                                  | ゲーム『アイドルマスター ミリオンライブ！ シアターデイズ』関連曲       |
| 3月23日  | THE IDOLM@STER LIVE THE@TER BEST                                                 | Sunshine Rhythm | 「サンリズム・オーケストラ♪（Brand New Ver.）」 | ゲーム『アイドルマスター ミリオンライブ！ シアターデイズ』関連曲       |
| 4月22日  | THE IDOLM@STER LIVE THE@TER SOLO COLLECTION 12 Princess Stars                    | 佐竹美奈子（大関英里） | 「LOVE is GAME」 | ゲーム『アイドルマスター ミリオンライブ！ シアターデイズ』関連曲       |
| 7月26日  | THE IDOLM@STER MILLION LIVE! グッドサイン                                        | 765 MILLION ALLSTARS | 「グッドサイン」 | ゲーム『アイドルマスター ミリオンライブ！ シアターデイズ』関連曲       |
| 7月26日  | THE IDOLM@STER MILLION LIVE! グッドサイン                                        | プリンセススターズ | 「グッドサイン」 | ゲーム『アイドルマスター ミリオンライブ！ シアターデイズ』関連曲       |
| 8月23日  | THE IDOLM@STER MILLION ANIMATION THE@TER『Rat A Tat!!!』                         | MILLIONSTARS | 「Rat A Tat!!!」 | テレビアニメ『アイドルマスター ミリオンライブ！』オープニングテーマ    |
| 8月23日  | THE IDOLM@STER MILLION ANIMATION THE@TER『Rat A Tat!!!』                         | MILLIONSTARS | 「セブンカウント」 | テレビアニメ『アイドルマスター ミリオンライブ！』イメージソング        |
| 9月20日  | THE IDOLM@STER MILLION ANIMATION THE@TER MILLIONSTARS Team1st『Star Impression』 | MILLIONSTARS Team1st | 「Star Impression」 | テレビアニメ『アイドルマスター ミリオンライブ！』挿入歌                |
| 2024年   |                                                                                  | | |                                                                        |
| 2月21日  | THE IDOLM@STER MILLION ANIMATION THE@TER START THE DREAM                         | MILLIONSTARS | 「REFRAIN REL@TION」 「Brand New Theater!」 | テレビアニメ『アイドルマスター ミリオンライブ！』挿入歌                |
| 2月21日  | THE IDOLM@STER MILLION ANIMATION THE@TER START THE DREAM                         | MILLIONSTARS | 「Thank You!（Acoustic ver.）」 | テレビアニメ『アイドルマスター ミリオンライブ！』挿入歌                |
| 2月23日  | アイドルマスター ミリオンライブ！ BD 特装版第2巻 特典CD                          | MILLIONSTARS Team1st | 「Rat A Tat!!!」 | テレビアニメ『アイドルマスター ミリオンライブ！』関連曲                |
| 2月24日  | THE IDOLM@STER LIVE THE@TER SOLO COLLECTION 「REFRAIN REL@TION」 Princess Stars  | 佐竹美奈子（大関英里） | 「REFRAIN REL@TION」 | テレビアニメ『アイドルマスター ミリオンライブ！』関連曲                |
| 7⽉31⽇  | THE IDOLM@STER MILLION LIVE! 7Days A Week!!                                      | 765 MILLION ALLSTARS | 「7Days A Week!!」 「DIAMOND DAYS」 | ゲーム『アイドルマスター ミリオンライブ！ シアターデイズ』関連曲       |
| 10月30日 | THE IDOLM@STER MILLION MOVEMENT OF STARDOM ROAD 04 推しってほんと                | 所恵美（藤井ゆきよ）、島原エレナ（角元明日香）、佐竹美奈子（大関英里）、田中琴葉（種田梨沙）、矢吹可奈（木戸衣吹） | 「推しってほんと」 | ゲーム『アイドルマスター ミリオンライブ！ シアターデイズ』関連曲       |

### シリーズ一覧
1. ↑  第1期（2020年）、第2期『F』（2022年 - 2024年）

### ユニットメンバー
1. 1 2  天海春香（中村繪里子）、春日未来（山崎はるか）、如月千早（今井麻美）、木下ひなた（田村奈央）、四条貴音（原由実）、ジュリア（愛美）、高山紗代子（駒形友梨）、田中琴葉（種田梨沙）、天空橋朋花（小岩井ことり）、箱崎星梨花（麻倉もも）、松田亜利沙（村川梨衣）、三浦あずさ（たかはし智秋）、水瀬伊織（釘宮理恵）、最上静香（田所あずさ）、望月杏奈（夏川椎菜）、矢吹可奈（木戸衣吹）、エミリー スチュアート（郁原ゆう）、大神環（稲川英里）、我那覇響（沼倉愛美）、菊地真（平田宏美）、北上麗花（平山笑美）、高坂海美（上田麗奈）、佐竹美奈子（大関英里）、島原エレナ（角元明日香）、高槻やよい（仁後真耶子）、永吉昴（斉藤佑圭）、野々原茜（小笠原早紀）、馬場このみ（髙橋ミナミ）、福田のり子（浜崎奈々）、舞浜歩（戸田めぐみ）、真壁瑞希（阿部里果）、百瀬莉緒（山口立花子）、横山奈緒（渡部優衣）、秋月律子（若林直美）、伊吹翼（Machico）、北沢志保（雨宮天）、篠宮可憐（近藤唯）、周防桃子（渡部恵子）、徳川まつり（諏訪彩花）、所恵美（藤井ゆきよ）、豊川風花（末柄里恵）、中谷育（原嶋あかり）、七尾百合子（伊藤美来）、二階堂千鶴（野村香菜子）、萩原雪歩（浅倉杏美）、ロコ（中村温姫）、双海亜美 / 真美（下田麻美）、星井美希（長谷川明子）、宮尾美也（桐谷蝶々）
2. 1 2  春日未来（山崎はるか）、木下ひなた（田村奈央）、ジュリア（愛美）、高山紗代子（駒形友梨）、田中琴葉（種田梨沙）、天空橋朋花（小岩井ことり）、箱崎星梨花（麻倉もも）、松田亜利沙（村川梨衣）、最上静香（田所あずさ）、望月杏奈（夏川椎菜）、矢吹可奈（木戸衣吹）、エミリー スチュアート（郁原ゆう）、大神環（稲川英里）、北上麗花（平山笑美）、高坂海美（上田麗奈）、佐竹美奈子（大関英里）、島原エレナ（角元明日香）、永吉昴（斉藤佑圭）、野々原茜（小笠原早紀）、馬場このみ（髙橋ミナミ）、福田のり子（浜崎奈々）、舞浜歩（戸田めぐみ）、真壁瑞希（阿部里果）、百瀬莉緒（山口立花子）、横山奈緒（渡部優衣）、伊吹翼（Machico）、北沢志保（雨宮天）、篠宮可憐（近藤唯）、周防桃子（渡部恵子）、徳川まつり（諏訪彩花）、所恵美（藤井ゆきよ）、豊川風花（末柄里恵）、中谷育（原嶋あかり）、七尾百合子（伊藤美来）、二階堂千鶴（野村香菜子）、ロコ（中村温姫）、宮尾美也（桐谷蝶々）
3. ↑  馬場このみ（高橋未奈美）、木下ひなた（田村奈央）、佐竹美奈子（大関英里）、中谷育（原嶋あかり）、双海真美（下田麻美）
4. ↑  伊吹翼（Machico）、佐竹美奈子（大関英里）、福田のり子（浜崎奈々）
5. ↑  伊吹翼（Machico）、エミリー スチュアート（郁原ゆう）、木下ひなた（田村奈央）、佐竹美奈子（大関英里）、島原エレナ（角元明日香）、中谷育（原嶋あかり）、福田のり子（浜崎奈々）、望月杏奈（夏川椎菜）、百瀬莉緒（山口立花子）、矢吹可奈（木戸衣吹）、横山奈緒（渡部優衣）、ロコ（中村温姫）
6. ↑  天海春香（中村繪里子）、如月千早（今井麻美）、星井美希（長谷川明子）、萩原雪歩（浅倉杏美）、高槻やよい（仁後真耶子）、菊地真（平田宏美）、水瀬伊織（釘宮理恵）、四条貴音（原由実）、秋月律子（若林直美）、三浦あずさ（たかはし智秋）、双海亜美 / 真美（下田麻美）、我那覇響（沼倉愛美）、春日未来（山崎はるか）、最上静香（田所あずさ）、伊吹翼（Machico）、島原エレナ（角元明日香）、佐竹美奈子（大関英里）、所恵美（藤井ゆきよ）、徳川まつり（諏訪彩花）、箱崎星梨花（麻倉もも）、野々原茜（小笠原早紀）、望月杏奈（夏川椎菜）、ロコ（中村温姫）、七尾百合子（伊藤美来）、高山紗代子（駒形友梨）、松田亜利沙（村川梨衣）、高坂海美（上田麗奈）、中谷育（原嶋あかり）、天空橋朋花（小岩井ことり）、エミリー スチュアート（郁原ゆう）、北沢志保（雨宮天）、舞浜歩（戸田めぐみ）、木下ひなた（田村奈央）、矢吹可奈（木戸衣吹）、横山奈緒（渡部優衣）、二階堂千鶴（野村香菜子）、馬場このみ（髙橋ミナミ）、大神環（稲川英里）、豊川風花（末柄里恵）、宮尾美也（桐谷蝶々）、福田のり子（浜崎奈々）、真壁瑞希（阿部里果）、篠宮可憐（近藤唯）、百瀬莉緒（山口立花子）、永吉昴（斉藤佑圭）、北上麗花（平山笑美）、周防桃子（渡部恵子）、ジュリア（愛美）、白石紬（南早紀）、桜守歌織（香里有佐）
7. 1 2 3 4 5 6 7 8 9 10  天海春香（中村繪里子）、如月千早（今井麻美）、星井美希（長谷川明子）、萩原雪歩（浅倉杏美）、高槻やよい（仁後真耶子）、菊地真（平田宏美）、水瀬伊織（釘宮理恵）、四条貴音（原由実）、秋月律子（若林直美）、三浦あずさ（たかはし智秋）、双海亜美 / 真美（下田麻美）、我那覇響（沼倉愛美）、春日未来（山崎はるか）、最上静香（田所あずさ）、伊吹翼（Machico）、田中琴葉（種田梨沙）、島原エレナ（角元明日香）、佐竹美奈子（大関英里）、所恵美（藤井ゆきよ）、徳川まつり（諏訪彩花）、箱崎星梨花（麻倉もも）、野々原茜（小笠原早紀）、望月杏奈（夏川椎菜）、ロコ（中村温姫）、七尾百合子（伊藤美来）、高山紗代子（駒形友梨）、松田亜利沙（村川梨衣）、高坂海美（上田麗奈）、中谷育（原嶋あかり）、天空橋朋花（小岩井ことり）、エミリー スチュアート（郁原ゆう）、北沢志保（雨宮天）、舞浜歩（戸田めぐみ）、木下ひなた（田村奈央）、矢吹可奈（木戸衣吹）、横山奈緒（渡部優衣）、二階堂千鶴（野村香菜子）、馬場このみ（髙橋ミナミ）、大神環（稲川英里）、豊川風花（末柄里恵）、宮尾美也（桐谷蝶々）、福田のり子（浜崎奈々）、真壁瑞希（阿部里果）、篠宮可憐（近藤唯）、百瀬莉緒（山口立花子）、永吉昴（斉藤佑圭）、北上麗花（平山笑美）、周防桃子（渡部恵子）、ジュリア（愛美）、白石紬（南早紀）、桜守歌織（香里有佐）
8. ↑  天海春香（中村繪里子）、我那覇響（沼倉愛美）、菊地真（平田宏美）、萩原雪歩（浅倉杏美）、春日未来（山崎はるか）、エミリー スチュアート（郁原ゆう）、高坂海美（上田麗奈）、佐竹美奈子（大関英里）、高山紗代子（駒形友梨）、徳川まつり（諏訪彩花）、中谷育（原嶋あかり）、七尾百合子（伊藤美来）、福田のり子（浜崎奈々）、松田亜利沙（村川梨衣）、矢吹可奈（木戸衣吹）、横山奈緒（渡部優衣）
9. ↑  高山紗代子（駒形友梨）、横山奈緒（渡部優衣）、高坂海美（上田麗奈）、佐竹美奈子（大関英里）、福田のり子（浜崎奈々）
10. ↑  佐竹美奈子（大関英里）、横山奈緒（渡部優衣）
11. 1 2  春日未来（山崎はるか）、エミリー スチュアート（郁原ゆう）、高坂海美（上田麗奈）、田中琴葉（種田梨沙）、佐竹美奈子（大関英里）、高山紗代子（駒形友梨）、徳川まつり（諏訪彩花）、中谷育（原嶋あかり）、七尾百合子（伊藤美来）、福田のり子（浜崎奈々）、松田亜利沙（村川梨衣）、矢吹可奈（木戸衣吹）、横山奈緒（渡部優衣）
12. ↑  天空橋朋花（小岩井ことり）、高槻やよい（仁後真耶子）、佐竹美奈子（大関英里）、七尾百合子（伊藤美来）、福田のり子（浜崎奈々）、松田亜利沙（村川梨衣）、如月千早（今井麻美）、北上麗花（平山笑美）、高山紗代子（駒形友梨）、望月杏奈（夏川椎菜）、矢吹可奈（木戸衣吹）、天海春香（中村繪里子）、ジュリア（愛美）
13. ↑  天海春香（中村繪里子）、如月千早（今井麻美）、星井美希（長谷川明子）、萩原雪歩（浅倉杏美）、高槻やよい（仁後真耶子）、菊地真（平田宏美）、水瀬伊織（釘宮理恵）、四条貴音（原由実）、秋月律子（若林直美）、三浦あずさ（たかはし智秋）、双海亜美 / 真美（下田麻美）、我那覇響（沼倉愛美）、春日未来（山崎はるか）、最上静香（田所あずさ）、伊吹翼（Machico）、田中琴葉（種田梨沙）、島原エレナ（角元明日香）、佐竹美奈子（大関英里）、所恵美（藤井ゆきよ）、徳川まつり（諏訪彩花）、箱崎星梨花（麻倉もも）、野々原茜（小笠原早紀）、望月杏奈（夏川椎菜）、ロコ（中村温姫）、七尾百合子（伊藤美来）、高山紗代子（駒形友梨）、松田亜利沙（村川梨衣）、高坂海美（上田麗奈）、中谷育（原嶋あかり）、天空橋朋花（小岩井ことり）、エミリー スチュアート（郁原ゆう）、北沢志保（雨宮天）、舞浜歩（戸田めぐみ）、矢吹可奈（木戸衣吹）、横山奈緒（渡部優衣）、二階堂千鶴（野村香菜子）、馬場このみ（髙橋ミナミ）、大神環（稲川英里）、豊川風花（末柄里恵）、宮尾美也（桐谷蝶々）、福田のり子（浜崎奈々）、真壁瑞希（阿部里果）、篠宮可憐（近藤唯）、百瀬莉緒（山口立花子）、永吉昴（斉藤佑圭）、北上麗花（平山笑美）、周防桃子（渡部恵子）、ジュリア（愛美）、白石紬（南早紀）、桜守歌織（香里有佐）
14. ↑  天海春香（中村繪里子）、我那覇響（沼倉愛美）、菊地真（平田宏美）、萩原雪歩（浅倉杏美）、春日未来（山崎はるか）、エミリー スチュアート（郁原ゆう）、高坂海美（上田麗奈）、田中琴葉（種田梨沙）、佐竹美奈子（大関英里）、高山紗代子（駒形友梨）、徳川まつり（諏訪彩花）、中谷育（原嶋あかり）、七尾百合子（伊藤美来）、福田のり子（浜崎奈々）、松田亜利沙（村川梨衣）、矢吹可奈（木戸衣吹）、横山奈緒（渡部優衣）
15. ↑  伊吹翼（Machico）、エミリー スチュアート（郁原ゆう）、木下ひなた（田村奈央）、佐竹美奈子（大関英里）、島原エレナ（角元明日香）、中谷育（原嶋あかり）、福田のり子（浜崎奈々）、望月杏奈（夏川椎菜）、百瀬莉緒（山口立花子）、矢吹可奈（木戸衣吹）、横山奈緒（渡部優衣）、ロコ（中村温姫）、桜守歌織（香里有佐）
16. 1 2  春日未来（山崎はるか）、最上静香（田所あずさ）、伊吹翼（Machico）、田中琴葉（種田梨沙）、島原エレナ（角元明日香）、佐竹美奈子（大関英里）、所恵美（藤井ゆきよ）、徳川まつり（諏訪彩花）、箱崎星梨花（麻倉もも）、野々原茜（小笠原早紀）、望月杏奈（夏川椎菜）、ロコ（中村温姫）、七尾百合子（伊藤美来）、高山紗代子（駒形友梨）、松田亜利沙（村川梨衣）、高坂海美（上田麗奈）、中谷育（原嶋あかり）、天空橋朋花（小岩井ことり）、エミリー スチュアート（郁原ゆう）、北沢志保（雨宮天）、舞浜歩（戸田めぐみ）、木下ひなた（田村奈央）、矢吹可奈（木戸衣吹）、横山奈緒（渡部優衣）、二階堂千鶴（野村香菜子）、馬場このみ（髙橋ミナミ）、大神環（稲川英里）、豊川風花（末柄里恵）、宮尾美也（桐谷蝶々）、福田のり子（浜崎奈々）、真壁瑞希（阿部里果）、篠宮可憐（近藤唯）、百瀬莉緒（山口立花子）、永吉昴（斉藤佑圭）、北上麗花（平山笑美）、周防桃子（渡部恵子）、ジュリア（愛美）、白石紬（南早紀）、桜守歌織（香里有佐）
17. 1 2  佐竹美奈子（大関英里）、北沢志保（雨宮天）、天空橋朋花（小岩井ことり）、望月杏奈（夏川椎菜）